# Église Sainte-Isabelle de Lisbonne
L'église Sainte-Isabelle de Lisbonne est une église catholique située au Portugal, dans la ville de Lisbonne, dans la paroisse de Campo de Ourique et la freguesia de Santa Isabel.
La hauteur sous voûte est de 20 mètres.

## Historique
L'église date du XVIIIe siècle